# Julij Karasik
Julij Jurjewicz Karasik (ros. Юлий Юрьевич Карасик; ur. 1923, zm. 2005) – radziecki reżyser filmowy oraz scenarzysta. Ludowy Artysta RFSRR (1977). Zasłużony Działacz Sztuk RFSRR (1969).
Absolwent WGIK. Pracował w kronice filmowej oraz wytwórni filmów popularno-naukowych.
Pochowany na Cmentarzu Trojekurowskim w Moskwie.

## Wybrana filmografia
- 1961: Czekajcie na listy (Ждите писем)
- 1962: Dziki pies Dingo (Дикая собака динго)
- 1966: Człowiek, którego kocham (Человек, которого я люблю)
- 1968: 6 lipca (Шестое июля)

Źródło: